# Bedias (Teksas)
Bedias je grad u američkoj saveznoj državi Teksas. Prema popisu stanovništva iz 2010. u njemu je živjelo 443 stanovnika.